# بانتك فيجا R3 (موبايل)
بانتك فيجا R3 (بالإنجليزية: Pantech Vega R3)‏ هو هاتف ذكي من بانتك يعمل بنظام أندرويد.

## الخصائص
- نظام التشغيل: أندرويد
- الكاميرا الأمامية: 1.3 ميجابكسل
- الكاميرا الخلفية: 8 ميجابكسل
- الشاشة: 1280 × 720
- الوزن: 126.5 غ (4.46 أونصة)
- المعالج: 1.5 جيجا هرتز رباعي النواة
- الذاكرة: 2 جيجابايت
- التخزين: 16 جيجابايت ذاكرة وميضية